# مجزرة الشجاعية 2014

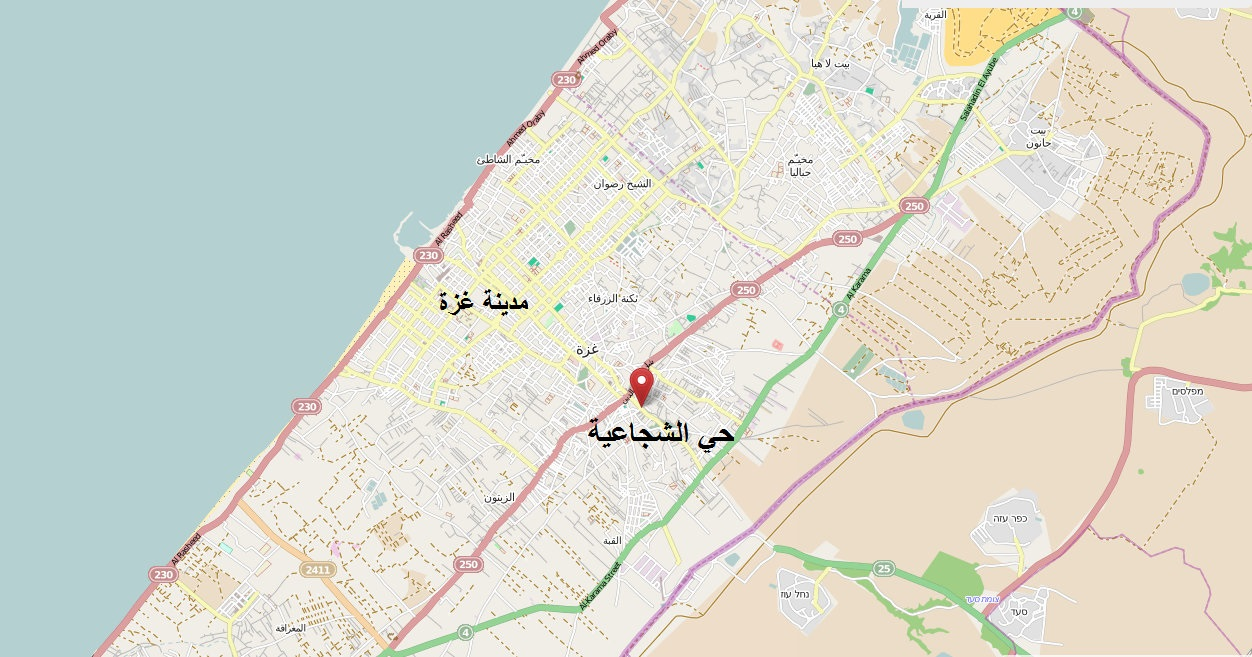
موقع حي الشجاعية شرق مدينة غزة حيث وقت المجزرة

مجزرة الشجاعية هي مجزرة ارتكبتها مدفعية الجيش الإسرائيلي صباح يوم الأحد 20 يوليو 2014 خلال الحرب على غزة في حي الشجاعية وراح ضحيتها أكثر من 74 قتيلًا في أعنف هجوم إسرائيلي منذ سنوات، ومن بين الضحايا 17 طفلاً و14 امرأة وأربعة مسنين، ومئات الجرحى من المدنيين.، وحسب وزير الدفاع الإسرائيلي موشيه يعلون فإن تكثفت الهجمات في الشجاعية جاء من أجل إنقاذ عدد من الجنود المصابين.
من بين القتلى أسامة الحية ابن القيادي في حركة حماس خليل الحية وزوجة أسامة وطفليه خليل وأمامة، بالإضافة إلى المسعف فؤاد جابر والصحفي خالد حامد نتيجة استهدف القصف طواقم المسعفين والصحفيين، وقد حصلت وكالة رويترز للأنباء على مقطع فيديو من أحد السكان يظهر أن نحو 12 جثة مشوهة بينها ثلاث جثث لأطفال ملقاة في الشوارع.
في 16 يوليو أي قبل أربعة أيام من وقوع المجزرة كان الجيش الإسرائيلي قد نشر منشورات ورسائل عشوائية إلى سكان حيي الشجاعية والزيتون وبيت لاهيا، محذرًا سكانها، البالغ عددهم أكثر من 100 ألف نسمة، من أن البقاء في منازلهم يعرض حياتهم للخطر مع إشارة إلى نية الجيش تكثيف الغارات على هذه المناطق، وطالب الجيش الإسرائيلي السكان بالتوجه نحو وسط غزة وعدم العودة إلى منازلهم حتى إشعار آخر.

## هدنة إنسانية
الصليب الأحمر قدم طلب لإجراء هدنة إنسانية لمدة ساعتين لإجلاء الجثث من حي الشجاعية، وهو ما وافقت عليه إسرائيل وحماس وقد بدأت من الساعة الواحدة والنصف ظهرا حسب التوقيت المحلي، وبعد أقل من ساعة على الاتفاق استأنف الجيش الإسرائيلي قصف الحي مدعياً بأن قواته تعرضت لإطلاق النار.

## فرار جماعي
مع القصف المدفعي العنيف والعشوائي فر الآلاف من الحي بعضهم سيراً على الأقدام وتكدس آخرون في شاحنات وسيارات امتلأت بعائلات تحاول النجاة، وقد نزح الأهالي إلى مستشفى الشفاء في غزة ومدارس الأونروا التي أضحت ملاجيء للعائلات المشردة.

## ردود الفعل
فلسطينياً استنكرت حركة حماس مجزرة الشجاعية واعتبرتها «جريمة حرب» وذكرت بأن المجزرة لن تكسر إرادة الشعب الفلسطيني، دانت السلطة الفلسطينية ما جرى من قصف إسرائيلي في حي الشجاعية شرق غزة فجر اليوم ووصفته بأنه مجزرة، وأعلنت الحداد لمدة ثلاثة أيام اعتباراً من الأحد.، كما خرج المئات في مسيرات عفوية في رام الله وجنين نددت بمجزرة الشجاعية والمجازر الأخرى التي راح ضحيتها أكثر من 400 قتيل فلسطيني.
على الجانب الإسرائيلي قال رئيس الوزراء بنيامين نتنياهو بعد الحادثة: «نحاول استهداف الأهداف العسكرية وللأسف هناك ضحايا من المدنيين نأسف لسقوطهم ولا نسعى لاستهدافهم».